# Tofua
Tofua (transcrito antiguamente como Amattafoa) es una isla y un volcán del reino de Tonga. Está situado al este del grupo Ha'apai, a 26 km al noreste de Kotu y 155 km al norte de Tongatapu. Sus coordenadas son: 19°45′S 175°04′O / -19.750, -175.067.

## Geología
La isla es la caldera de un volcán activo que sobresale 507 metros del agua. La isla tiene 8 km de diámetro y en el interior del cráter tiene un lago cerrado de 4 km que sólo está a 20 metros sobre el nivel del mar. La temperatura del agua del lago es de 25 °C en invierno. La superficie total es de 55,63 km².

## Historia
Cuando fue descubierto en 1774 por James Cook, estaba en actividad. Las erupciones históricas registradas son de los años: 1774, 1792, 1854, 1885, 1906 y 1958. Actualmente el volcán sigue activo con fumarolas intermitentes en el norte del lago. En 1854 el rey Tupou ordenó el traslado de los habitantes de Tofua a la isla Kotu. Algunos fueron volviendo y hoy en día hay dos villas. En el censo de 1996 se registraban 5 habitantes permanentes. Ocasionalmente recibe las visitas de aventureros atraídos por la escalada y la experiencia de bañarse en el lago de un cráter activo.
En aguas de Tofua se produjo el amotinamiento del HMS Bounty cuando volvía de Tahití en 1789. El capitán William Bligh y sus seguidores fueron abandonados en una barca. Intentaron desembarcar en Tofua pero fueron atacados por los indígenas. Desde aquí hicieron un viaje épico de 6500 km hasta Timor.
- Datos: Q1414448
- Multimedia: Tofua / Q1414448